# Vuelta al País Vasco 1982

La XXII Vuelta al País Vasco, disputada entre el 12 de abril y el 16 de abril de 1982, estaba dividida en 5 etapas para un total de 875,3 km.
En esta edición participaron los 5 equipos profesionales españoles (Reynolds, Kelme, Teka, Zor y Hueso) y 3 equipos extranjeros (Selle San Marco, Wickes-Splendor y Famcucine-Campagnolo).

## Etapas
| Etapa          | Fecha    | Recorrido                  | km        | Vencedor de la Etapa | Líder de la general |
| -------------- | -------- | -------------------------- | --------- | -------------------- | ------------------- |
| 1.ª            | 12/04/82 | Azpeitia - Azpeitia        | 180       | Alberto Fernández    | Alberto Fernández   |
| 2.ª            | 13/04/82 | Azpeitia - Ibardin         | 196       | Juan Antonio Coll    | Alberto Fernández   |
| 3.ª            | 14/04/82 | Vera de Bidasoa - Ondárroa | 192,8     | Eddy Planckaert      | Juan Fernández      |
| 4.ª            | 15/04/82 | Ondárroa - Llodio          | 164,7     | Jaime Vilamajó       | Juan Fernández      |
| 5.ª (1.º Sec.) | 16/04/82 | Llodio - Lazcano           | 137       | Eddy Planckaert      | Juan Fernández      |
| 5.ª (2.º Sec.) | 16/04/82 | Lazcano - Lazkaomendi      | 4,8 (CRI) | Julián Gorospe       | José Luis Laguía    |

## Clasificaciones
| \| 1. \| José Luis Laguía \| REY \| 22h 09' 07" \| \| 2. \| Julián Gorospe \| REY \| + 4" \| \| 3. \| Francesco Moser \| FAM \| + 7" \| \| 4. \| Vicente Belda \| KEL \| + 18" \| \| 5. \| Álvaro Pino \| ZOR \| + 19" \| \| 6. \| Paul Wellens \| SPL \| + 21" \| \| 7. \| Alfio Vandi \| SEL \| + 36" \| \| 8. \| Juan Fernández \| KEL \| + 36" \| \| 9. \| Sergio Santimaria \| SEL \| + 40" \| \| 10. \| Faustino Rupérez \| ZOR \| + 41" \| |                   |     |             |
| 1. | José Luis Laguía  | REY | 22h 09' 07" |
| 2. | Julián Gorospe    | REY | + 4"        |
| 3. | Francesco Moser   | FAM | + 7"        |
| 4. | Vicente Belda     | KEL | + 18"       |
| 5. | Álvaro Pino       | ZOR | + 19"       |
| 6. | Paul Wellens      | SPL | + 21"       |
| 7. | Alfio Vandi       | SEL | + 36"       |
| 8. | Juan Fernández    | KEL | + 36"       |
| 9. | Sergio Santimaria | SEL | + 40"       |
| 10. | Faustino Rupérez  | ZOR | + 41"       |

| \| 1. \| Francesco Moser \| FAM \| 36 puntos \| \| \| 2. \| Juan Fernández \| KEL \| 32 puntos \| \| \| 3. \| Eddy Planckaert \| WIC \| 28 puntos \| \| |                 |     |           |  |
| 1. | Francesco Moser | FAM | 36 puntos |  |
| 2. | Juan Fernández  | KEL | 32 puntos |  |
| 3. | Eddy Planckaert | WIC | 28 puntos |  |

| \| 1. \| José Luis Laguía \| REY \| 54 puntos \| \| \| 2. \| Julián Gorospe \| REY \| 32 puntos \| \| \| 3. \| Marino Lejarreta \| TEK \| 28 puntos \| \| |                  |     |           |  |
| 1. | José Luis Laguía | REY | 54 puntos |  |
| 2. | Julián Gorospe   | REY | 32 puntos |  |
| 3. | Marino Lejarreta | TEK | 28 puntos |  |

| \| 1. \| Fiorenzo Favero \| SEL \| 13 puntos \| \| \| 2. \| Modesto Urrutibeazkoa \| TEK \| 8 puntos \| \| \| 3. \| Federico Etxabe \| TEK \| 6 puntos \| \| |                       |     |           |  |
| 1. | Fiorenzo Favero       | SEL | 13 puntos |  |
| 2. | Modesto Urrutibeazkoa | TEK | 8 puntos  |  |
| 3. | Federico Etxabe       | TEK | 6 puntos  |  |

| \| 1. \| Kelme \| 66h 27' 32s \| \| \| 2. \| Selle San Marco \| a 1' 56s \| \| \| 3. \| Reynolds \| a 6' 36s \| \| |                 |             |  |
| 1. | Kelme           | 66h 27' 32s |  |
| 2. | Selle San Marco | a 1' 56s    |  |
| 3. | Reynolds        | a 6' 36s    |  |